# Dwarahalli, Sorab
Dwarahalli là một làng thuộc tehsil Sorab, huyện Shimoga, bang Karnataka, Ấn Độ.